# Opius sycophanta
Opius sycophanta är en stekelart som beskrevs av Vladimir Ivanovich Tobias 2000. Opius sycophanta ingår i släktet Opius och familjen bracksteklar. Inga underarter finns listade i Catalogue of Life.